# Lloyd Parks
Lloyd Parks (Kingston, Jamaica, 26 de maio de 1948) é um vocalista e baixista de reggae.

## Biografia musical
Parks iniciou sua carreira em meados da década de 1960 tocando com os Invincibles Band, mas logo deixou o grupo para fundar, com Wentworth Vernal, a banda The Termites. Em 1967, este grupo gravou "Have Mercy Mr. Percy", seu primeiro single, lançado no álbum "Do the Rocksteady". Depois de gravarem "Rub Up Push Up", Lloyd e Vernal se separaram. Substituindo momentaneamente Pat Kelly, Parks juntou-se ao grupo The Techniques, com quem gravou a canção "Say You Love Me".
Na década de 1970, Parks seguiu carreira solo e, mais tarde, fundaria sua própria gravadora, a Parks. Seu segundo single foi o clássico "Slaving", uma canção sobre os esforços de um homem escravo para se emancipar. Ele gravou várias canções para Prince Tony Robinson, como "Trenchtown Girl" and "You Don't Care". Alguns de seus mais conhecidos sucessos solo incluem "Girl In The Morning" e "Baby Hang Up The Phone", ambas gravadas em 1975. Em 1974 fundou a "We the People Band"

## Discografia solo
- 1974 Officially
- 1975 Girl In The Morning
- 1976 Loving You
- 1978 Meet the people
- 1983 What More Can I Do
- 1985 Jeans, Jeans